# Ліпінське-Малі
Ліпінське-Малі (пол. Lipińskie Małe, нім. Lipinsken) — село в Польщі, у гміні Простки Елцького повіту Вармінсько-Мазурського воєводства.
Населення — 133 особи (2011).
У 1975-1998 роках село належало до Сувальського воєводства.

## Демографія
Демографічна структура станом на 31 березня 2011 року:
|          | Загалом | Допрацездатний вік | Працездатний вік | Постпрацездатний вік |
| -------- | ------- | ------------------ | ---------------- | -------------------- |
| Чоловіки | 69      | 22                 | 39               | 8                    |
| Жінки    | 64      | 11                 | 37               | 16                   |
| Разом    | 133     | 33                 | 76               | 24                   |